# Fraude bancária
Fraude bancária é o uso de meios potencialmente ilegais para obter dinheiro, ativos ou outra propriedade pertencente ou mantida por uma instituição financeira ou para obter dinheiro de clientes fingindo ser um banco ou outra instituição financeira. Em muitos casos, a fraude bancária é um crime. Embora os elementos específicos de determinadas leis de fraude bancária variem dependendo das jurisdições, o termo fraude bancária se aplica a ações que empregam um esquema ou artifício, ao contrário de assalto ou furto a um banco. Por esse motivo, a fraude bancária às vezes é considerada um crime do colarinho branco.